# Französische Romantik

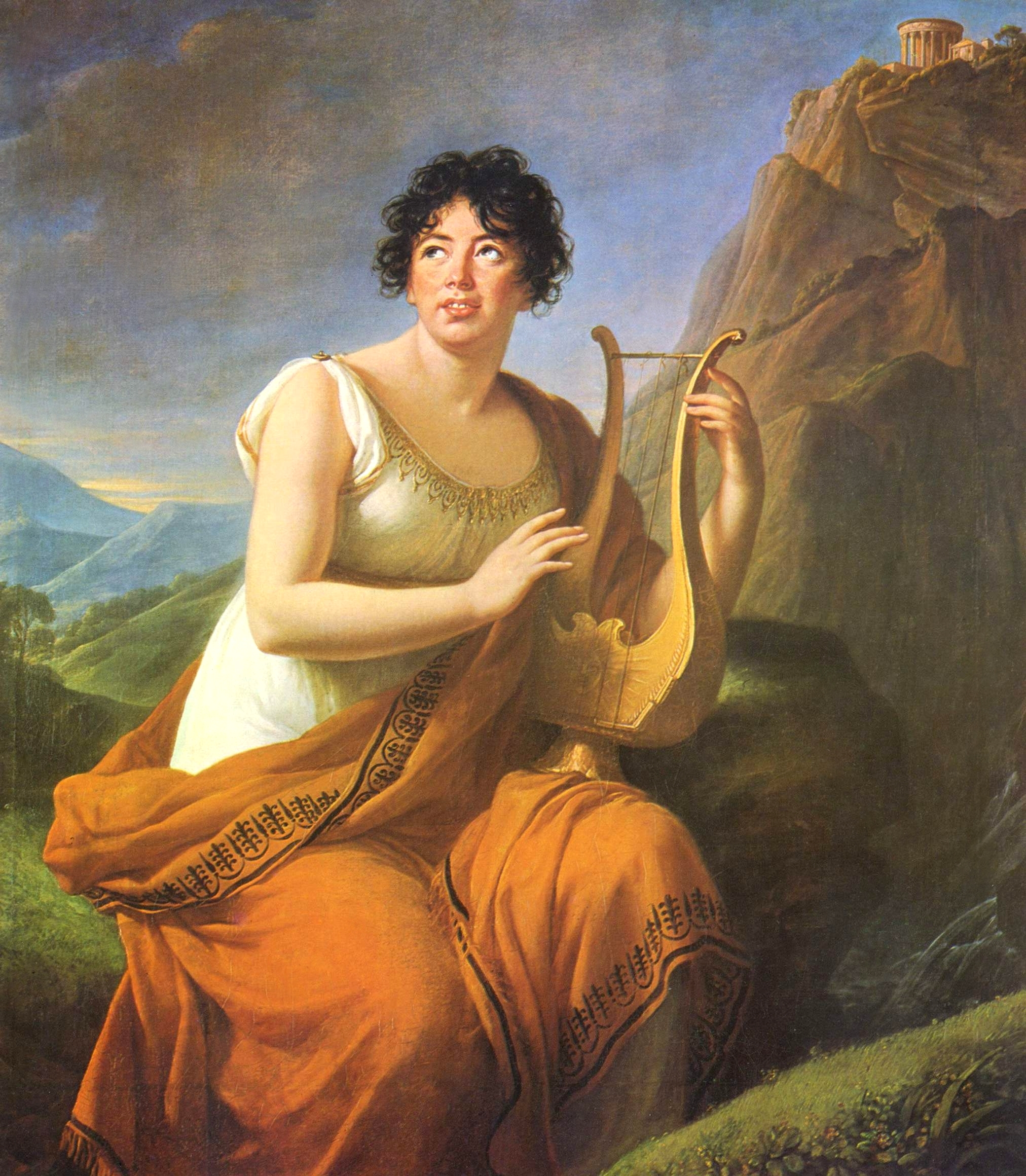
Madame de Staël

Französische Romantik bezeichnet die romantische Epoche in der französischen Literatur und Kunst von der zweiten Hälfte des 18. Jahrhunderts bis in die erste Hälfte des 19. Jahrhunderts.

## Begriffliche Einordnung
„Französische Romantik“ bedeutet neben der literarischen Bewegung auch Weltanschauung, Epoche, Schule und Stil. Sie umfasst alle Gattungen und Künste. Die zeitliche Einordnung ist etwa zwischen 1750 und 1850.
Die heutige Bedeutung des Wortes „romantisch“ unterscheidet sich erheblich von der damaligen. Im Englischen bedeutete „romantic“ so viel wie „in the Roman manner“, was wiederum auf die „romance“ verwies, welche eine literarische Gattung des Mittelalters bezeichnete, die in den romanischen Volkssprachen statt in Latein abgefasst waren und von Helden und Gefühlen erzählte. Auch die deutschen Romantiker verbanden „romantisch“ vor allem mit „mittelalterlich“ und „christlich“. In Frankreich konnte sich die Bewegung der Romantik im Vergleich zu seinen Nachbarländern erst spät durchsetzen (aus Gründen, die nachfolgend erläutert werden).
Unter Romantik versteht man im Allgemeinen eine Hinwendung zu Sensibilität, Natur, Gefühl, Phantastischem, Traum, Unbewusstem, Sublimem, Vergangenheit und Exotischem. Das breite Spektrum dieser Elemente verdeutlicht die universalpoetische und liberale Ausrichtung der Romantik: sie möchte alle Aspekte der menschlichen Natur einbeziehen und lehnt sowohl die Ausgrenzung der Subjektivität durch die Aufklärung, die Regelhaftigkeit der Klassik als auch die Relativierung des Individuums durch die Revolution ab.
Der französische Begriff romantique löste zu Beginn des 19. Jahrhunderts auf Anregung von Madame de Staël den älteren Begriff romanesque ab.

## Allgemeines

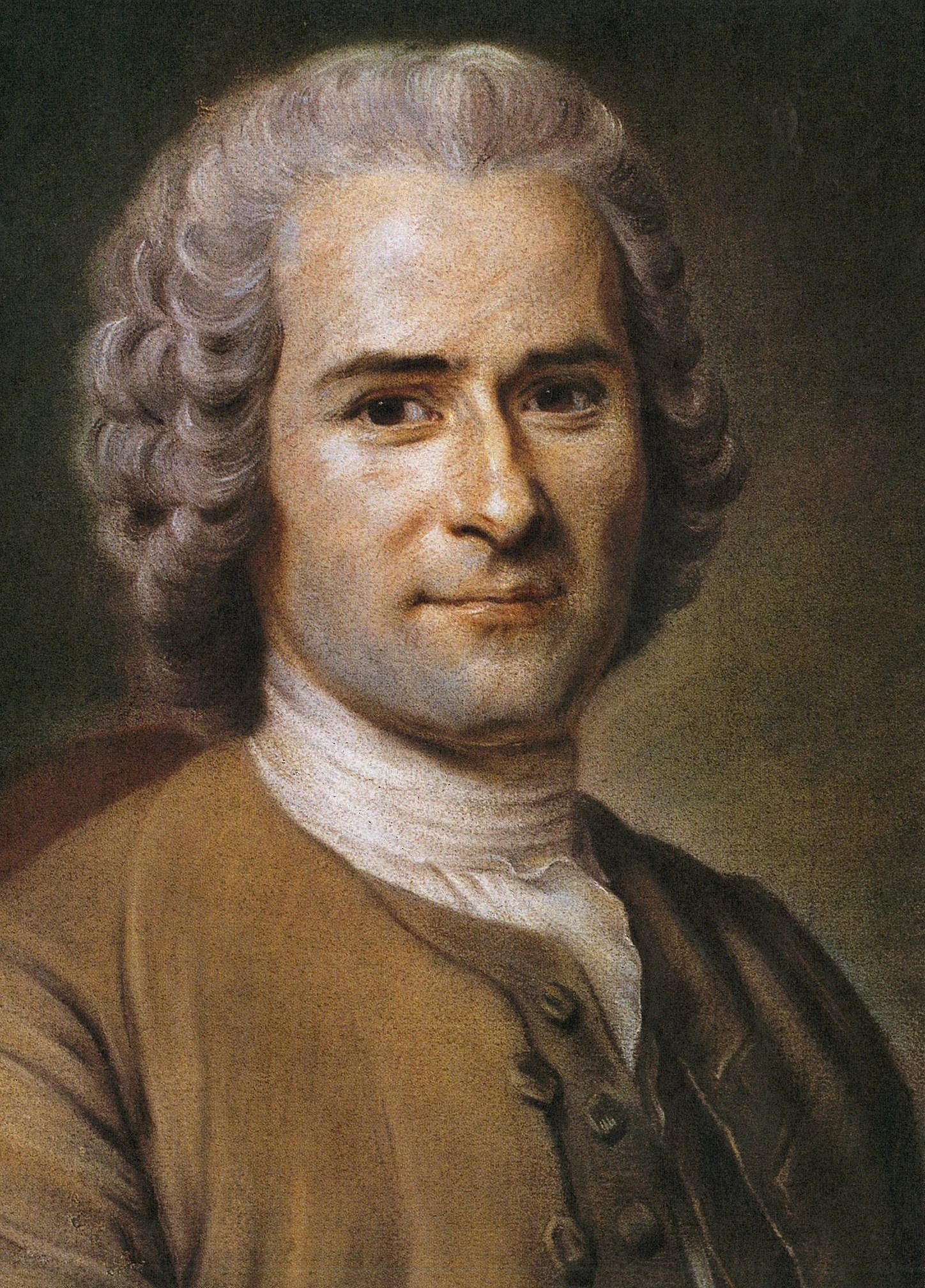
Jean-Jacques Rousseau

Mit Anbruch des 19. Jahrhunderts betrat eine neue literarische Generation die Bühne und forderte eindringlich eine Erneuerung der Literatur. Die Französische Revolution hatte die Stellung des Individuums in der Gesellschaft in Frage gestellt, die bisherige politische und religiöse Ordnung war zerstört, Revolution und Terreur hatten traumatische Spuren hinterlassen. Das Abwerfen der Fesseln des Ancien Régimes bedeutete für den Einzelnen sowohl Befreiung als auch Isolation und Verzweiflung. Traditionell normenvermittelnde Instanzen wie die Kirche hatten an Einfluss verloren, so dass Schriftsteller es zunehmend als ihre Aufgabe ansahen, eine Literatur zu verwirklichen, die den Bedingungen der nachrevolutionären Gesellschaft entsprach und mit den noch immer dominierenden Regeln der Klassik zu brechen. Bereits in der Aufklärung war eine neue sensibilité aufgetreten, die durch die veränderte Situation des Individuums in der Gesellschaft bedingt war. Insbesondere Jean-Jacques Rousseaus Naturschwärmerei, seine Tendenz, Vernunft durch Gefühl zu ersetzen und seine poetische Sprache gab der nachrevolutionären Ära bedeutende Impulse. Doch die Möglichkeiten der künstlerischen Entfaltung unter dem napoleonischen Regime waren begrenzt. Napoleon war sich der didaktisch-moralisierenden Wirkung von Literatur wohl bewusst und machte die Schriften der Aufklärung für die Revolution und ihre Wirrungen verantwortlich. Er zog daraus die Konsequenz, das künstlerische Schaffen des Empire zu überwachen und oppositionelle Meinungen durch Zensur zu unterdrücken. Seine Kulturpolitik war darauf ausgerichtet, eine Renaissance der Klassik zu bewirken: sie förderte jene Literatur, die alte Themen und Formen fortschrieb und die Gegenwart verdrängte.
Ähnlich wie in Deutschland gab es ein Aufbegehren gegen die Nachahmung der Antike, vor allem im späten siebzehnten Jahrhundert. Die Diskussion begann in Frankreich schon sehr früh mit der Querelle des Anciens et des Modernes und wurde in andere Länder getragen. Der eigentliche Durchbruch erfolgte mit den Dramen von Denis Diderot.

## Frühromantik
Zwei Autoren, die zunächst die Herrschaft Napoleons begrüßten, später aber in Gegensatz zu ihm gerieten, waren François-René de Chateaubriand, der eher konservativ-aristokratisch gesinnt war und Anne Louise Germaine de Staël, die die Tochter des ehemaligen Finanzministers Necker war und eine liberale Auffassung vertrat.

### Anne Louise Germaine de Staël
Madame de Staël veröffentlichte 1800 die Schrift De la littérature, in der sie die Idee entwarf, dass die Geschichte einer Literatur nur im Kontext ihres gesellschaftlichen und moralischen Zustands begriffen werden kann. Nach Madame de Staël bestimmen politische Institutionen, Vorgänge, Wertmaßstäbe zu bestimmten Zeiten, Gesetze, Religionen, aber auch die geographische Lage und das Klima die Literatur eines Volkes. Die französische literarische Öffentlichkeit war damals sehr frankozentrisch, man hielt die französische Literatur für die vollkommenste. Madame de Staël behauptete nun, dass die französische Literatur nur eine unter vielen sei und den Literaturen des Nordens (insbesondere die englische und deutsche) aber der Vorrang gebühre, da sie melancholisch und verträumt, philosophisch und freiheitlich seien. Sie rief die Franzosen auf, sich nicht mehr nur am Vorbild der heidnischen, mediterranen Antike zu orientieren, sondern an der christlich-germanischen Kultur des Mittelalters. Dies wurde als ungeheuerliche Provokation aufgefasst. Madame de Staël erhielt sehr unfreundliche Kritiken. 1803 wurde sie wegen konspirativem Widerstand gegen Napoleon verbannt. Sie nutzte diese Zeit für einen ausgedehnten Deutschlandaufenthalt, wo sie u. a. August Wilhelm Schlegel traf, den sie als Hauslehrer engagierte und in ihren Freundeskreis auf Schloss Coppet (Schweiz) aufnahm. Coppet wurde zum Zentrum eines regen geistigen Austauschs, wo viele führende Persönlichkeiten zusammentrafen und neue Impulse sammelten.
1805 reiste Madame de Staël mit Schlegel nach Italien, wo sie Inspiration für ihren Roman Corinne (1807) fand. 1810 erschien ihr heute bekanntestes Werk Über Deutschland (De l'Allemagne), das aber sofort verboten wurde; Madame de Staël musste abermals ins Exil gehen. In diesem Buch schilderte sie ihre Deutschlandeindrücke und begeisterte sich für die romantische deutsche Literatur, insbesondere für deren Enthusiasmus und Ernsthaftigkeit. Sie resümierte, dass in Deutschland trotz politischer Ohnmacht und überholter gesellschaftlicher Verhältnisse eine moderne Literatur geschaffen wurde, während Frankreich in seiner Nachahmung der Klassik erstarrte. Das Buch erschien einige Jahre später in Frankreich und begeisterte viele junge Leute durch das märchenhafte Bild Deutschlands. Romantisch erhielt eine neue Bedeutung und Faszination: Es war nicht mehr nur Synonym für „christlich“ und „mittelalterlich“, sondern auch für „germanisch“, „volkstümlich“ und „modern“. De l'Allemagne sollte jahrzehntelang das Deutschlandbild der Franzosen prägen und ihnen lange Zeit verschleiern, dass ihr Nachbarland dabei war, zu einer gefährlichen Militärmacht aufzusteigen.

### François-René de Chateaubriand

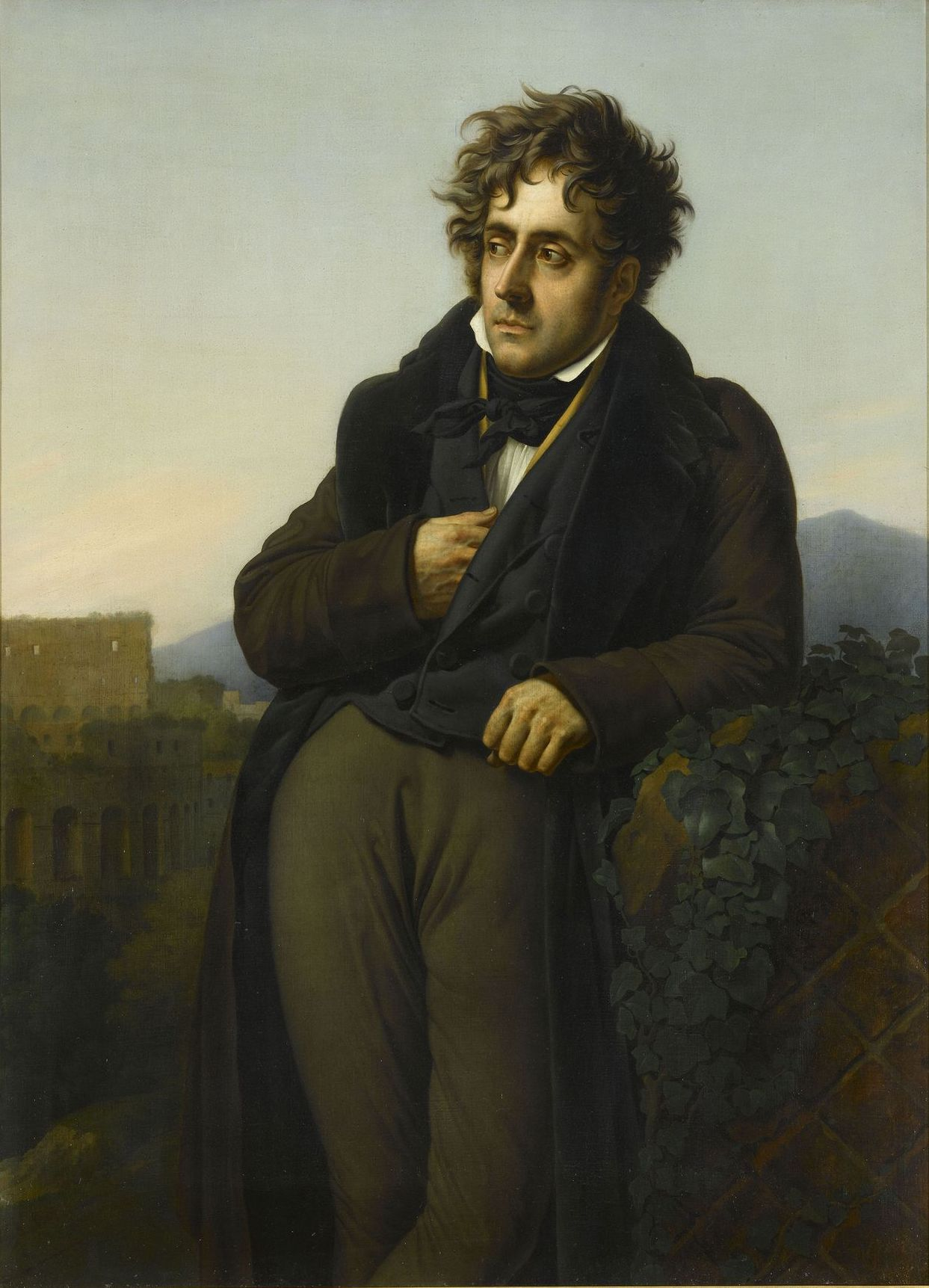
François-René de Chateaubriand

Chateaubriands Bedeutung liegt vor allem in der Entwicklung poetologischer Ideen und der Bereicherung der französischen Sprache durch bis dahin ungekannte Naturbeschreibungen. Er erkannte die Bedeutung der Revolution an, sah in ihr aber eine Zerstörung der christlichen Tradition. Er selbst fühlte sich zeitlebens entwurzelt und war von einer unerklärlichen Melancholie geprägt. 1798/99 erneuerte er nach schweren Schicksalsschlägen seinen christlichen Glauben und entschloss sich, eine Apologie des Christentums zu verfassen (was sicher auch Karrieregründe hatte, da er eine Beamtenlaufbahn ins Auge gefasst hatte und bekannt war, dass Napoleon die Reinstitutionalisierung der Kirche anstrebte). 1802 erschien Le génie du christianisme. Darin versuchte er, von den Wirkungen her die Ursache zu erfassen: von der Schönheit der Naturerscheinungen schloss er auf die Existenz Gottes. Außerdem leitete er die herausragende Stellung des Christentums nicht aus ihrem göttlichen Ursprung ab, sondern aus der Attraktivität der Lehre. Nur die Religion könne das innere Gleichgewicht des Menschen bewahren und Ordnung stiften. Die christliche Religion inspiriere die Künste durch die Bildhaftigkeit und Schönheit ihrer Lehre. Die Novellen René und Atala sollten ursprünglich im Kontext dieses Werkes erscheinen und die Thesen des Génie veranschaulichen, wurden dann aber herausgelöst und einzeln veröffentlicht. Diese Werke waren außerordentlich erfolgreich und trugen maßgeblich zur Rechristianisierung bei.

## Durchbruch der Romantik
Nach Napoleons Abdankung setzte während der vorübergehenden Meinungsfreiheit wieder die öffentliche literarische Diskussion und damit die Auseinandersetzung der ideologischen Fronten („les deux Frances“) ein: auf der einen Seite standen die Ultras (Royalisten oder Legitimisten, die sich eine Rückkehr des Ancien Régime wünschten), zu denen auch junge aufstrebende Dichter wie Victor Hugo, Alphonse de Lamartine und Alfred de Vigny gehörten. Ihre Gegner waren die Liberalen wie Stendhal und Prosper Mérimée, die eine konstitutionelle Monarchie bevorzugten. Ironischerweise verfochten zunächst die konservativen Royalisten entschieden eine Abkehr von der Klassik, während die Klassiker meist zu den Liberalen zählten. Erst nach dem Machtantritt Charles X. (1824) veränderte sich dies und die Romantiker vereinigten sich allmählich in sogenannten „cénacles“ mit liberaler Gesinnung.
Lamartine veröffentlichte 1820 mit überwältigendem Erfolg seine romantische Gedichtsammlung Méditations, deren neuartige Poesie die Jugend begeisterte und deren Erfolg mit Hugos Odes (1822) fortgesetzt wurde. Die Académie française jedoch attackierte die Romantiker scharf und bezeichnete sie als „Barbaren“ und „Sekte“. Darauf folgte ein literarischer Schlagabtausch, der als bataille romantique in die Geschichte einging und hauptsächlich um das Theater ausgetragen wurde. 1823 und 1825 schrieb Stendhal den Aufsatz Racine et Shakespeare, in dem er die Falschheit, Steifheit und Unnatürlichkeit des klassischen Theaters angriff, welches er vor allem als langweilig empfand. Er forderte ein romantisches Drama in Prosa (statt des gekünstelten Alexandrinerverses), das mit den klassischen Regeln der drei Einheiten brechen sollte und somit in der Lage sein würde, zeitgenössische Konflikte und Epochen darzustellen. Er setzte Romantik mit Modernität gleich und erklärte, dass alle großen Dichter Romantiker zu ihrer Zeit gewesen seien.
1827 verfasste Hugo das Stück Cromwell, dessen Vorwort zu einem Manifest der Romantik wurde, da es ihre Thesen vortrefflich illustriert. In diesem forderte er ebenfalls ein modernes Drama, indem er die Drei-Zeitalter-Theorie aufstellt, wonach die Lyrik der Vorzeit, das Epos der Antike und das Drama der Neuzeit gehört. Vor allem propagierte er eine „mélange des genres“, die Epos, Drama und Lyrik verbindet – alle Aspekte der menschlichen Natur sollten integriert werden, das Schöne und Hässliche wie auch das Sublime und Groteske. Er pries das Christentum, weil es die Dualität des Menschen, einem aus zwei Elementen (dem Schönen und Hässlichen) zusammengesetzten Wesen, verstanden habe. Dabei reklamierte Hugo für sich völlige dichterische Freiheit. Den Höhepunkt der Auseinandersetzung zwischen Klassikern und Romantikern bildete die „bataille d'Hernani“ anlässlich der Aufführung des Stückes Hernani von Hugo, bei der Anhänger seines romantischen cénacles (dt. Zönakel) den Streit mit den Gegnern lautstark im Publikum austrugen und schließlich eine überwältigenden Sieg davontrugen.

## Die zweite Generation der Romantik
1830 fanden weitere politische und soziale Umwälzung durch die Julirevolution statt; die Romantiker der ersten Generation waren mittlerweile etabliert. Während in der Frühromantik die Stellung des Individuums in der Gesellschaft und die Wiedergabe seiner leidenschaftlichen Seelenzustände im Mittelpunkt standen, veranlassten die wachsenden sozialen Konflikte im Zuge der Industrialisierung einen Teil der Romantiker wie Victor Hugo und Alphonse de Lamartine, sich sozialen Problemen zuzuwenden. Die jüngeren Dichter („zweite Generation“) wie Théophile Gautier, Paul de Musset und Charles Nodier dagegen waren nach der Machtergreifung der ihnen verhassten Bourgeoisie tief enttäuscht. Sie trugen ihre Verachtung demonstrativ nach außen durch provozierendes Verhalten, Kleidung etc. Die steigende Kommerzialisierung der Kunst zwang sie häufig, journalistischen Tätigkeiten nachzugehen, um Geld zu verdienen – ein Umstand, der ihnen selbst zuwider war. Im Gegensatz zum Konzept des l'art social entwickelten sie eine Richtung des elitäreren l'art pour l'art, Kunst um der Kunst willen (und nicht aus Rücksicht auf die Gesellschaft).
Letztlich scheiterte das romantische Drama, was nach dem Misserfolg von Hugos Les Burgraves (1843) unübersehbar wurde. Es konnte sich zum einen nicht beim Publikum etablieren, da dieses eben bürgerlich war und mehr zur Klassik neigte; zum anderen ließ die Zensur die vollständige Umsetzung des zeitgenössischen romantischen Dramas nicht zu (Hugos Marion Delorme und Le roi s'amuse wurden verboten).

## Werke
Die romantischen Werke selbst sind sehr verschieden; gemeinsam ist ihnen aber eine gesteigerte Sensibilität, die Begeisterung für die Natur, ein Subjektivismus, der das „Ich“ in den Mittelpunkt rückt, Melancholie sowie die Hinwendung zur Vergangenheit.
In der Frühromantik lässt sich noch eine starke Unsicherheit in Gattungsfragen erkennen: So sind Chateaubriands René und Atala schwer einzuordnende récits zwischen Roman und Novelle und der 1804 erschienene Briefroman Oberman von Étienne Pivert de Senancour streitet sogar im Vorwort ab, ein Roman zu sein. Die Handlung in René und Atala ist nicht sehr komplex, vielmehr wird der emotional erregte Zustand der Helden wiedergegeben. In Oberman  kann man überhaupt nicht mehr von einer Handlung sprechen: der Protagonist schreibt an einen (möglicherweise imaginären) Empfänger, der genauso im Obskuren verbleibt wie andere Figuren. Während Oberman in die Schweiz reist, gibt er sich philosophischen Betrachtungen hin, die er in seinen Briefen verewigt.
Trotzdem oder gerade deswegen exemplifizieren die Helden der genannten Werke den typisch romantischen Helden: sowohl Oberman als auch René werden von einer „tristesse d'une vague profonde“, einer unerklärlichen Melancholie heimgesucht, die sie von einem Ort zum anderen treibt, sie verzweifeln lässt und zur Untätigkeit verdammt. Die Ursache dieses Gemütszustandes ist das „mal du siècle“, die Krankheit des Jahrhunderts, ausgelöst durch das Revolutionstrauma, die ungelösten Konflikte der Gesellschaft.
Chateaubriand wollte mit René und Atala die Thesen aus Génie du christianisme illustrieren: sie verdeutlichen den Kontrast zwischen der modernen Befindlichkeit des Menschen und der Harmonie, die allein der christliche Glauben vermitteln kann. Nur die Unterwerfung unter christliche Normen kann dem einzelnen einen nützlichen Platz in der Gesellschaft zuweisen. Dabei treten auch einige Widersprüche zutage: die Verurteilung von Renés „mal du siècle“ durch den Père Souel erfolgt viel zu beiläufig, um wesentlich zu erscheinen und das Christentum bewirkt bei Atala eher eine Tragödie, auch wenn dies als Fanatismus getadelt wird. Typisch romantisch in René, Atala und Oberman sind die schwärmerischen Naturbeschreibungen, das Heraufbeschwören bestimmter Stimmungen, die den Seelenzustand der Charaktere unterstreichen (so wird zum Beispiel der Gottesdienst mit dem Sonnenaufgang untermalt, der Todeskampf Atalas mit einem furchtbaren Gewitter etc.).
Eine andere Thematik verfolgt Madame de Staël in Corinne. Sie beschreibt die Anpassungsprobleme einer äußerst begabten jungen Frau, die ihrer Umwelt in jeder Hinsicht überlegen ist und unter dem Druck der Gesellschaft keine Möglichkeit findet, ihren Anspruch auf künstlerische Betätigung mit einem erfüllten Liebesleben zu vereinen. Dabei dienen die Hauptfiguren jeweils als Repräsentanten eines bestimmten politisch-kulturellen Modells: Corinne steht für Katholizismus, Italien und Freiheit, wogegen Lord Oswald das zwar politisch liberale, aber geistig repressive England verkörpert. Der Roman erzählt dabei nicht nur die tragische Liebesgeschichte der zwei jungen Menschen, sondern macht auch mit der Kultur, Religion, Moral Italiens vertraut, die dann durch philosophische Betrachtungen mit der Kultur Englands und Frankreichs verglichen werden. Diese Konzeption verlangt konsequenterweise die Abkehr vom „roman personnel“ und wird in der 3. Person erzählt.
Victor Hugos Notre-Dame de Paris (1831) ist das bekannteste und vielleicht missverstandenste Werk der französischen Romantik, bedingt durch den später in anderen Ländern abgeänderten Titel Der Glöckner von Notre-Dame, der zur Konzentration der Aufmerksamkeit auf die Figur des Quasimodo führte. Im Gegensatz zum romantischen Theater, wo Hugo seine Ambitionen nur unzureichend umsetzen konnte, spiegelt Notre-Dame recht genau die Ideen des „Préface de Cromwell“ wider. Die Ablehnung zur Klassik wird im ersten Teil deutlich, als das Publikum lieber die Narrenparade als Gringoires langweiliges klassisches Stück verfolgt. Die Vermischung des Sublimen und Grotesken, Schönen und Hässlichen wird zum Beispiel durch die Gegenüberstellung des deformierten Glöckners und der anmutigen Esmeralda personifiziert. Die Kathedrale aber ist die eigentliche Hauptfigur des Romans: sie vereint alle Charaktere und bildet die Schwelle zwischen ausklingendem Mittelalter und anbrechender Neuzeit. Es ist der erste Roman, der die Volksmassen in den Mittelpunkt der Handlung stellt, der menschenverachtende Klerus (Claude Frollo) wird durch den Sturz in den Tod symbolisch bestraft. Vor allem ist der Roman ein Plädoyer für die gotische Architektur, die im frühen 19. Jahrhundert vom Vandalismus bedroht war. Aufgrund des großen Erfolgs von Notre-Dame de Paris stieg das öffentliche Interesse an der Kathedrale und sie konnte vor dem Verfall gerettet werden.

## Romantik und Realismus
Unter dem Einfluss des Positivismus und dem Vormarsch der Wissenschaften entwickelte sich parallel zur Romantik ab 1830 eine realistische Strömung in der Literatur, die metaphysische Spekulation und somit auch die irreale Gefühlswelt der Romantiker und ihren Subjektivismus ablehnte. Dennoch kommt der Romantik das Verdienst zu, sich aktiv mit den Bedürfnissen ihrer Zeit auseinandergesetzt und die Loslösung von überkommenen Traditionen vorangetrieben zu haben. Die Romantik war somit eine wichtige Etappe auf dem Weg zur modernen Literatur.

## Malerei
Eugène Delacroix ist der bekannteste Vertreter der französischen Romantik, zusammen mit Théodore Géricault und Paul Delaroche. Ihr Stil ist sehr verschieden: Delacroix liebte die dramatischen Themen aus Politik und Militärgeschichte, der zweite wählte gefällige Motive aus der Geschichte der französischen und englischen Höfe. Die bekanntesten Werke sind für Delacroix Die Freiheit führt das Volk (La Liberté guidant le peuple) und für Géricualts Das Floß der Medusa (Le Radeau de la Méduse). Delacroix hatte schon in jungen Jahren Erfolg und wurde im Salon de Paris ausgestellt. Die Freiheit führt das Volk wurde 1830 vom Staat angekauft, aber nach blutigen Unruhen 1832 wieder an den Künstler zurückgegeben. Typisch für beide sind die Dramatik, die aufgewühlte Natur und eine geheimnisvolle Umgebung. Gustave Courbet begann als romantischer Maler, wandte sich aber bald dem Realismus zu.
Die „modernen“ Maler, zu denen auch die Romantiker zählten, wurde oft nicht zum Salon de Paris zugelassen. Im Laufe der Zeit wurde der Protest lauter und es wurde ein „Salon des Refusés“ (Salon der Zurückgewiesenen) gegründet, in dem sie ausstellen konnten. Der Erfolg war gemischt. Die Bilder der französischen Maler unterscheiden sich sowohl im Motiv als auch in der Darstellung deutlich von den deutschen Romantikern, allerdings gab es im Elsass eine Landschaftsmalerei, die der Deutschen Romantik ähnlich war.

## Musik
Die Werke der romantischen Musik sind leidenschaftlich und ausdrucksstark, mit einer Betonung von Individualität und Virtuosität und reicher und vielfältiger Orchestrierung. Dies betraf Instrumental-, Orchester- oder Lyrikmusik, neue Formen entstanden oder wurden weiterentwickelt wie die Sinfonie, das symphonische Gedicht oder das Kunstlied. Wichtige französische Komponisten waren Hector Berlioz, Charles Gounod, Georges Bizet, Camille Saint-Saëns, Gabriel Fauré, Frédéric Chopin. Chopin war Pole, schuf aber seine meisten Werke in Paris. Weitere Komponisten waren Hélène-Frédérique de Faye-Jozin, Mélanie Bonis. Auch geistliche Werke entstanden: Ferdinand Hérold, Xavier Boisselot und Charles-Simon Catel, sowie Orgelwerke von François Benoist, Clément Loret und Louis Niedermeyer. Loret war Belgier, arbeitet aber hauptsächlich in Frankreich. Lise Cristiani war eine erfolgreiche Cellistin, bemerkenswert ist die Tatsache, dass sie eine der ersten Frauen war, die dieses Instrument öffentlich spielte. Das Cellospiel galt wegen der Haltung des Instruments zwischen den Beinen als „unschicklich“ für Frauen. Das bevorzugte Instrument der Romantik war das Klavier.

## Mediathek
ARTE TV hat 2024 die 4-teilige Serie Die Legenden von Paris veröffentlicht, online abrufbar bei Youtube.